# Temple de Júpiter (Pompeia)
El temple de Júpiter de Pompeia és un temple d'època romana, sepultat durant l'erupció del Vesuvi del 79 i redescobert durant les excavacions de la ciutat antiga. Després de la conquesta de la ciutat per Luci Corneli Sul·la l'edifici va ser dedicat a la tríada capitolina.

## Història
El temple s'edificà al voltant de l'any 250 ae i estava dedicat originàriament a Júpiter. Era un període de forta expansió urbanística de la ciutat, i esdevingué ràpidament el principal edifici sagrat de Pompeia. Després de la conquesta de la ciutat per Luci Corneli Sul·la, el temple es dedicà al culte de la tríada capitolina i per això s'anomenà Capitolium. Així, a més de la veneració a Júpiter, s'hi afegiren les de Juno i Mart. Era costum entre els romans dedicar a aquestes divinitats els temples del centre de la ciutat, com abans s'havia fet amb Júpiter. Alguns estudiosos, però, afirmen que potser el temple ja estava dedicat a la tríada des de l'origen, com demostrarien algunes troballes en el podi, que el datarien amb anterioritat al 80 ae, data de la conquesta sul·lana i, per tant, no hauria sofert treballs de reconstrucció per a la incorporació de les altres dues estàtues.
Restaurat durant l'època tiberina, el temple patí danys greus com a conseqüència del terratrèmol del 62, puix que se n'esfondrà el timpà i l'entaulament. Durant l'erupció vesuviana del 79, quan encara no s'havien completat els treballs de restauració, l'edifici restà sepultat sota un mantell de cendres i lapil·li. A l'estructura li devia faltar el sostre en aquest moment.
El temple fou redescobert entre finals del segle xviii i inicis del XIX durant les excavacions arqueològiques realitzades per mandat dels Borbons.

## Descripció

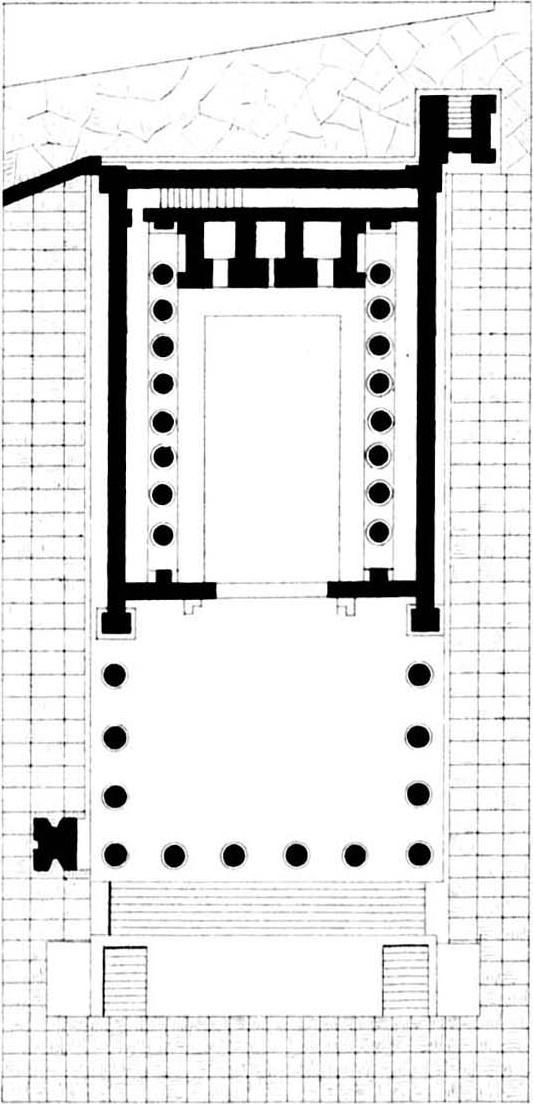
Planta

El temple de Júpiter és de tipus itàlic i se situa a la part nord del fòrum. S'alça sobre un alt podi de 37 m de longitud, 17 m d'amplària i 3 m d'altura. Aquest podi està construït amb lava i tuf, presenta lesenes i per dins és buit. S'hi accedeix pel costat est i és dividit interiorment en tres naus, construïdes amb volta de canó i murs d'opus incertum. Les tres obertures subterrànies, anomenades favissa, es degueren usar com a dipòsit d'ofrenes votives pels sacerdots, o bé com a custòdia del tresor de la ciutat.

L'escalinata d'accés al temple té una forma particular: són dues escales laterals que desemboquen en un replà intermedi, des del qual arrenca una escalinata més ampla que condueix a dalt del podi. Als costats d'aquesta escalinata s'emplaçaven dues estàtues eqüestres, com es reproduí en un fresc de la casa de Luci Cecili Giocondo.
El temple de Júpiter és de tipus pròstil, amb un prónaos de sis columnes a la façana i quatre de laterals, totes construïdes en tova, estucades, amb capitells corintis i amb una alçada màxima de 12 m. La superfície estava pavimentada amb travertí, després d'una reforma possiblement de l'època tiberina.
Més de la meitat del podi és ocupat per la cela, dividida en tres naus per dues fileres de columnes, amb una nau central molt més ampla que les laterals. A les cantonades hi ha quatre pilars de tova decorats amb fulles d'acant i volutes, i recolzats sobre d'una base àtica (formada per dos tors enmig dels quals hi ha una escòcia). Aquesta forma particular de la nau augmentava l'espectacularitat de la visió de les tres estàtues, col·locades al fons de la cela.
 Les columnes de la cela són d'ordre doble, separades per un arquitrau: les de la part inferior són jòniques, mentre que de les superiors no queda cap vestigi.
La decoració pictòrica estava realitzada en un primer moment en el primer estil pompeià, simulant una reproducció de marbre. Després la substituïren per una pintura en el segon estil a la part superior i una altra en el tercer estil al sòcol.
El paviment estava fet amb peces en forma de rombe que imitaven galledes en perspectiva, denominat opus scutulatum.
Els basaments estaven preparats per ser recoberts amb lloses de marbre. Al damunt es col·locaren les estàtues dels déus, de les quals no queda rastre tret d'un cap de Júpiter, un cos probablement també de Júpiter, i una màscara de Juno.
 El cap, d'enormes dimensions, devia ser una còpia del del pujol capitolí de Roma, tot i que aquesta hipòtesi no sembla molt fiable perquè, segons altres suposicions, la de Pompeia podria ser-ne anterior a la romana.
Al fòrum hi havia un gran altar alineat amb l'eix del temple. Als costats, dos arcs monumentals tancaven la plaça, dedicats a Neró i Drus.

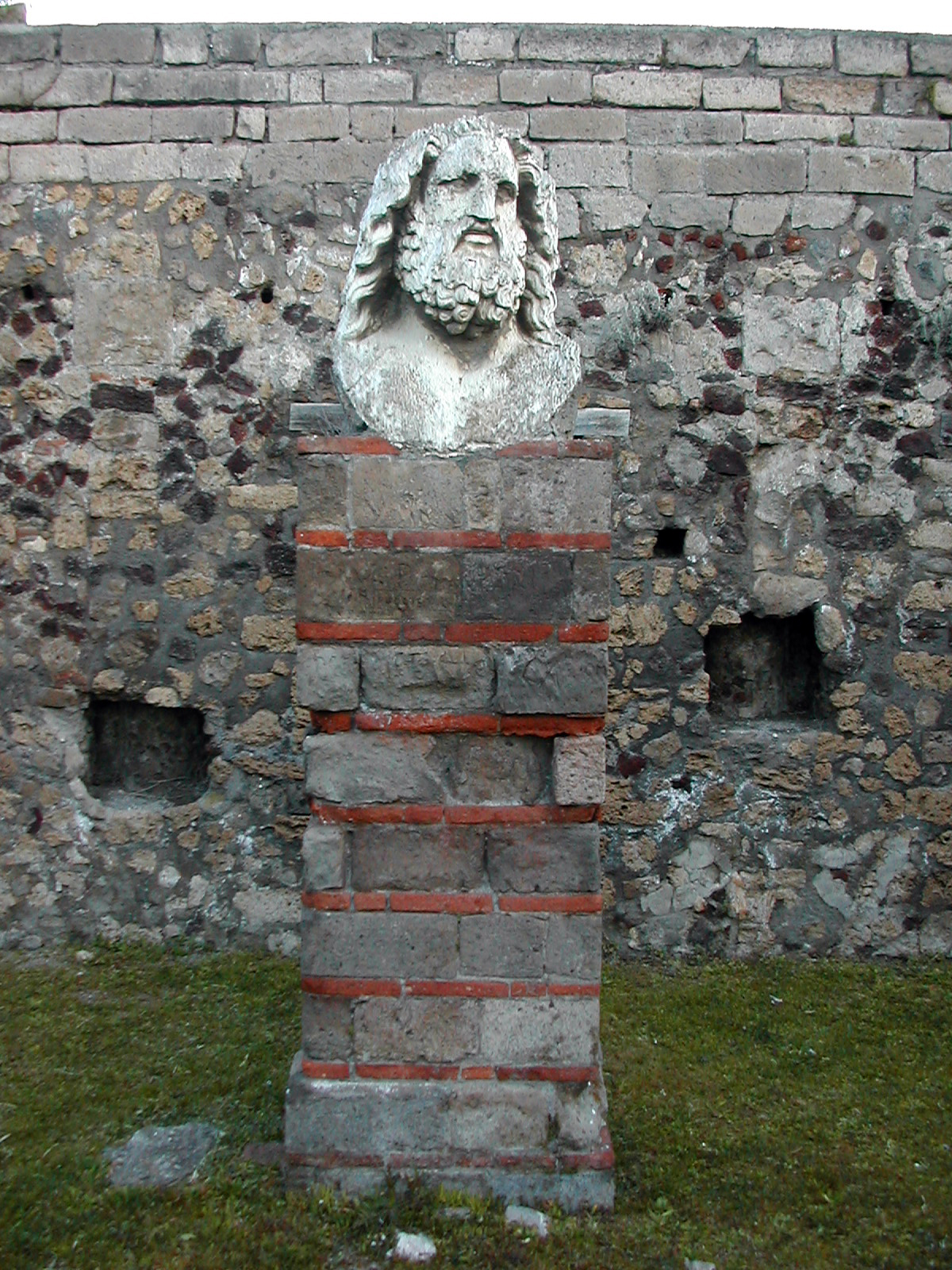
Bust de Júpiter al costat nord del temple